# Gaspar Gómez
Gaspar Gómez o Gomes (Punhete, 1579 - ¿?) fue un compositor y maestro de capilla portugués activo en España.

## Vida
Gaspar Gomes nació en Punhete, una pequeña localidad en el centro de Portugal, no lejos de Santarém, hijo de Isabel Carreira, perteneciente a una familia de labriegos. Partió de muy joven a Évora, para cantar como infante en la capilla de música de la Catedral bajo la batuta de Filipe de Magalhães, donde su hermano mayor ya era cantor. En Évora frecuentaba la casa de Antónia de Simões, cuya hija, Brasia Pires casó en matrimonio en 1595, cuan él tenía 15 o 16 años y ella 13.
Gómez llegó a Las Palmas de Gran Canaria en 1603, junto con otros músicos para la Catedral de Canarias que habían sido contratados en Sevilla. La catedral canaria llevaba una década con dificultades para conseguir músicos por la piratería —Francis Drake y Pieter van der Does— y en los últimos años por una grave epidemia de peste durante la que fallecieron el maestro interino, Francisco de la Cruz, el organista, Andrés López, y numerosos mozos de coro, cantores y ministriles.
Al poco de llegar, en 1604, contrajo matrimonio con Isabel Luis en Santa Brígida, habiendo declarado ser músico soltero, hijo de Isabel Carreira y originario de Lisboa. Isabel Luis tenía 9 años en ese momento y pertenecía a una familia relacionada con la oligarquía insular. Gómez tomó posesión del magisterio catedralicio en 1605, cargo al que accedió por oposición.
En enero de 1607 llegó a Gran Canaria el músico portugués Custodio Carmelo, que había sido desvalijado por piratas holandeses de camino a Brasil. Carmelo, que conocía la situación de Gómez, fue contratado para la capilla de música catedralicia y le prometió callar, recomendando al maestro que documentara su situación en Évora a través de su hermano. Sin embargo el silencio duró poco, en la Semana Santa Carmelo confesaba todo a la Inquisición. Gómez, enterado, trató de huir por barco, pero el capitán se negó a transportarlo pensando que el maestro de capilla no debía faltar a las funciones de Semana Santa. Gómez entonces trató de huir por tierra, de camino a Agaete. Allí fue apresado y se dio aviso a la Inquisición.
Preso y de vuelta a Las Palamas, fue interrogado y confesó que, efectivamente, se había casado con Brisia Pires. Sin embargo alegó que «el matrimonio no se hizo efectivo porque ella mantenía relaciones con un supuesto pariente que residía en su casa, en tanto que él se relacionaba carnalmente con la madre». Afirmó que, quince días después del matrimonio, rechazado por sus padres y sus hermanos, decidió marcharse para España. Su relato continuaba con una estancia en el monasterio de Guadalupe, en Cáceres, donde la impusieron la penitencia de peregrinar descalzo a Roma, aunque un fraile le aseguró en Utrera que no era necesario que fuese descalzo y que un cinturón de esparto era suficiente. La penitencia terminaría en Córdoba, donde entró en servicio de don Luis de Haro, y donde permaneció nueve años. En ese tiempo la habría llegado información de la muerte de su esposa y de la madre, por lo que se tenía por soltero. Su huida la aclaró con su intención de informar directamente al inquisidor general de su situación.
Lo cierto es que su primera esposa y la madre estaban vivas y la inquisición portuguesa las interrogó. Según la declaración de las dos mujeres, Gómez estuvo viviendo con ellas cuatro meses. El maestro fue declarado bígamo, permaneciendo en las cárceles de la inquisición de abril de 1607 a diciembre de 1608, donde acumuló una deuda por no poder pagar su manutención. Tras ser paseado en burro por Las Palmas con capirote de penitente en el auto de fe celebrado en 1608, fue entregado a la justicia seglar, que lo condenó a cuatro años de galeras.
A partir de ese momento se le pierde el rastro. El magisterio fue ocupado de forma interina por Martín Silos hasta la llegada en 1613 de Melchor Cabello Luque.

## Obra
No se han conservado composiciones de Gaspar Gómez.